# Hits (album de Pulp)
Pour les articles homonymes, voir Hits.
Albums de Pulp
We Love Life
(2001) The Peel Sessions (en)
(2006)
Hits est une compilation de tous les tubes du groupe anglais Pulp, sortie en novembre 2002. Elle contient tous les singles du groupe depuis 1993 (à l'exception de Mis-Shapes), ainsi qu'un titre inédit. Aucune chanson n'a été remixée et toutes les versions sont identiques à celles des albums originaux. À noter que la version anglaise de Hits contient un titre supplémentaire, Underwear.

## Liste des pistes
1. Babies
2. Razzmatazz
3. Lipgloss
4. Do You Remember the First Time?
5. Common People
6. Underwear
7. Sorted for E's & Wizz
8. Disco 2000
9. Something Changed
10. Help the Aged
11. This Is Hardcore
12. A Little Soul
13. Party Hard
14. Trees
15. Bad Cover Version
16. Sunrise
17. Last Day of the Miners' Strike (titre inédit)

- Titres 1 à 4 extraits de l'album His 'N' Hers
- Titres 5 à 9 extraits de l'album Different Class
- Titres 10 à 13 extraits de l'album This Is Hardcore
- Titres 14 à 16 extraits de l'album We Love Life
- Titre 17 inédit

## Musiciens
- Jarvis Cocker - chant, instruments divers
- Russell Senior - guitares, violon
- Mark Webber - guitares
- Candida Doyle - claviers
- Steve Mackey - basse
- Nick Banks - batterie